# Каліново (Вишковський повіт)
Каліново (пол. Kalinowo) — село в Польщі, у гміні Длуґосьодло Вишковського повіту Мазовецького воєводства.
Населення — 263 особи (2011).
У 1975-1998 роках село належало до Остроленцького воєводства.

## Демографія
Демографічна структура станом на 31 березня 2011 року:
|          | Загалом | Допрацездатний вік | Працездатний вік | Постпрацездатний вік |
| -------- | ------- | ------------------ | ---------------- | -------------------- |
| Чоловіки | 129     | 27                 | 88               | 14                   |
| Жінки    | 134     | 36                 | 63               | 35                   |
| Разом    | 263     | 63                 | 151              | 49                   |